# Droga wojewódzka 206
Die Droga wojewódzka 206 (DW 206) ist eine polnische Woiwodschaftsstraße, die durch die beiden Woiwodschaften Westpommern und Pommern führt. Sie verläuft in West-Ost-Richtung und verbindet die Städte Koszalin (Köslin), Polanów (Pollnow) und Miastko (Rummelsburg (Pommern)) in den beiden Kreisen Koszalin und Bytów (Bütow) miteinander.
Außerdem ist die DW 206 ein Bindeglied zwischen den Landesstraßen DK 6 (Berlin – Stettin – Danzig) (auch: Europastraße 28) und DK 11 (Kołobrzeg (Kolberg) – Bytom (Beuthen (Oberschlesien))) in Koszalin sowie der DK 20 (Stargard (Stargard in Pommern) – Gdynia (Gdingen)) und DK 21 (Miastko – Słupsk (Stolp)) in Miastko. In Polanów kreuzt die DW 206 die DW 205 (Sławno (Schlawe (Pommern)) – Bobolice (Bublitz)).
Die Gesamtlänge der DW 206 beträgt 60 Kilometer.

## Straßenverlauf
Woiwodschaft Westpommern:
Grodzki Koszalin:
- Koszalin (Köslin)
  - Koszalin-Centrum (→ DK 6 (Europastraße 28), DK 11 und DW 167)
  - Koszalin-Chełmoniewo (Gollendorf)

Powiat Koszaliński (Kreis Köslin):
- Maszkowo (Maskow)
- Szczeglino (Steglin)
- Mokre (Mocker)
- Kościernica (Kösternitz, Kreis Schlawe)
- Nacław (Natzlaff)
- Nadbór (Nadebahr)
- Jacinki (Jatzingen)
- Polanów (Pollnow) (→ DW 205)

X ehemalige Reichsbahnlinie Gramenz (Grzmiąca) – Zollbrück (Korzybie) X
~ Grabowa (Grabow) ~
- Rzeczyca Wielka (Reetz) (→ DW 208)

Woiwodschaft Pommern:
Powiat Bytowski (Kreis Bütow):
- Biała (Bial)
- Świerzenko (Klein Schwirsen)
- Kawcze (Kaffzig)

X Staatsbahnlinie Nr. 405: Piła (Schneidemühl) – Ustka (Stolpmünde) X
- Łodzierz (Hanswalde)
- Miastko (Rummelsburg (Pommern)) (→ DK 20 und DK 21)